# Alberto Randegger
Alberto Randegger (Trieste, Itàlia, 13 d'abril de 1832 - Londres, 18 de desembre de 1911) fou un compositor, director d'orquestra i professor de cant italià del Romanticisme.
Randegger començà els seus estudis amb catorze anys; tingué per primer mestre August Tivoli, i després va tindre algunes lliçons amb el cèlebre músic austríac Hoeffener; també estudià piano amb Lafont i, per fi, de 1848 a 1852 cursà per complet la composició amb Luigi Ricci. Sense descuidar els seus estudis, ja havia compost diverses cantates, alguns retalls de música d'església, les partitures de dos balls, La Fidanzata di Castellmare i La sposa di Appensello, assaigs feliços que li van permetre un gènere més agosarat, i llavors, en unió de Rota, Zelman i Boyer, i llibret de Gaetano Rossi va compondre una òpera bufa en dos actes, Il Lazzarone, representada a Trieste, i més tard, el 1854, una òpera seriosa titulada Bianca Cappello. Després passà a París i Londres.
A aquesta última capital hi arribà amb una recomanació del seu mestre Ricci per al cèlebre Michael Costa, el seu condeixeble, i mercès a la protecció que per aquella recomanació aconseguí Randegger ben aviat una bona posició a Londres, on assolí ser, el poc temps, director d'orquestra del teatre St. James. Després de diversos viatges per terres angleses, retornà a Londres, i el 1860 fundà en aquesta ciutat una societat coral que comprenia unes 300 veus, i el mateix any fou nomenat professor de cant de la Reial Acadèmia de Música, on tingué entre d'altres alumnes a Putnam Griswold, cosa que no li impedí el continuar donant-se a conèixer com a compositor. Des de 1895 fins al 1897 dirigí els cors del Queens Hall, i fins al 1905 fou el director titular de tots els festivals de Norwich.
A més de gran nombre de melodies vocals i de les obres ja citades, Randegger va compondre l'òpera còmica The rival beauties (Londres, 1864), la cantata dramàtica Fridolis (Birmingham, 1873); una per a tenor i orquestra, Prayer of nature (1887); el Salm CL per a soprano, cor, orquestra i orgue; una Antífona fúnebre en record del príncep Albert, consort de la reina Victòria, i un mètode de cant publicant amb el títol Primer of singing.